# Municipio de Butterfield (Minnesota)
El municipio de Butterfield (en inglés: Butterfield Township) es un municipio ubicado en el condado de Watonwan en el estado estadounidense de Minnesota. En el año 2010 tenía una población de 213 habitantes y una densidad poblacional de 2,31 personas por km².

## Geografía
El municipio de Butterfield se encuentra ubicado en las coordenadas 43°58′52″N 94°47′48″O / 43.98111, -94.79667. Según la Oficina del Censo de los Estados Unidos, el municipio tiene una superficie total de 92.13 km², de la cual 91,73 km² corresponden a tierra firme y (0,43 %) 0,4 km² es agua.

## Demografía
Según el censo de 2010, había 213 personas residiendo en el municipio de Butterfield. La densidad de población era de 2,31 hab./km². De los 213 habitantes, el municipio de Butterfield estaba compuesto por el 96,71 % blancos, el 3,29 % eran de otras razas. Del total de la población el 1,88 % eran hispanos o latinos de cualquier raza.